# پری فل‌ووک
پری فل‌ووک (به انگلیسی: Perry Fellwock) (زاده ۱۹۴۶)، تحلیلگر سابق آژانس امنیت ملی ایالات متحده آمریکا است.
وی به مدت ۲۵ سال در آژانس امنیت ملی ایالات متحده آمریکا مشغول به کار بوده‌است. فلوک در سال ۱۹۷۱ در گفتگو با نشریه رمپارتس (Ramparts) پرده از وجود آژانس امنیت ملی ایالات متحده آمریکا و فعالیت‌های جاسوسی آن برداشت. وی همچنین در مورد پروژه اشلون اطلاعاتی را بازگو کرد.